# Путінею (Джурджу)
Путінею (рум. Putineiu) — село у повіті Джурджу в Румунії. Входить до складу комуни Путінею.
Село розташоване на відстані 65 км на південний захід від Бухареста, 18 км на захід від Джурджу.

## Населення
За даними перепису населення 2002 року у селі проживали 1482 особи. Рідною мовою 1480 осіб (99,9%) назвали румунську.
Національний склад населення села:
| Національність | Кількість осіб | Відсоток |
| -------------- | -------------- | -------- |
| румуни         | 1469           | 99,1%    |
| цигани         | 12             | 0,8%     |